# 有柄凸轴蕨
有柄凸轴蕨（学名：Metathelypteris petioluIlata），为金星蕨科凸轴蕨属下的一个植物种。